# Alta Floresta
Alta Floresta là một đô thị thuộc bang Mato Grosso, Brasil. Đô thị này có diện tích 8947,069 km², dân số năm 2007 là 49116 người, mật độ 5,49 người/km².